# Степной (Тихорецкий район)
Степной — посёлок в Тихорецком районе Краснодарского края России. Входит в состав Крутого сельского поселения.

## Население
| 2002 | 2010 |
| ---- | ---- |
| 278  | ↗280 |

## Улицы
- ул. Гастелло,
- ул. Коммунистическая,
- ул. Обильная,
- ул. Садовая,
- ул. Школьная[4].